# Cheetah Mobile
Cheetah Mobile (amtlich 猎豹移动公司, englisch Cheetah Mobile Inc., ehemals Kingsoft Network) ist ein chinesisches Unternehmen für Softwareentwicklung und Anbieter für Mobiles Internet mit Hauptsitz in Peking. Das Unternehmen hat einige der weltweit beliebtesten mobilen Apps entwickelt und hatte im Januar 2017 mehr als 634 Millionen aktive Nutzer pro Monat.

## Geschichte

### Gründung
Das Unternehmen wurde im November 2010 als Zusammenschluss von Kingsoft Security und Conew Image unter dem damaligen Namen Kingsoft Network gegründet. Das Unternehmen hat seinen Sitz in der Jianguo Rd im Stadtbezirk Chaoyang in Peking in der Volksrepublik China. Im Juli 2011 bekam das Unternehmen ein Investment in Höhe von 20 Millionen US-Dollar vom chinesischen Internet-Unternehmen Tencent. Drei Jahre später wurde das Unternehmen in den heutigen Namen Cheetah Mobile umbenannt.

### Börsengang
Im Mai 2014 ging Cheetah Mobile an die Börse. Die Aktie wird unter dem Kürzel „CMCM“ an der New Yorker Börse NASDAQ gehandelt. Bei dem Börsengang wurden 13 Millionen American Depositary Receipt zu einem Preis von 14 US-Dollar pro Aktie verkauft und damit 168 Millionen US-Dollar aufgebracht. Der Börsengang wurde von Morgan Stanley, JPMorgan Chase & Co. und der Credit Suisse Group geleitet. Kingsoft und Tencent sind mit einem Anteil von 54 % bzw. 18 % Hauptinvestoren von Cheetah Mobile.

### Nach dem Börsengang
Ende 2015 gab Cheetah Mobile bekannt, dass es eine globale strategische Partnerschaft mit Yahoo eingegangen sei. Das Unternehmen integrierte die Such- und nativen Werbeplattformen von Yahoo in seine eigenen Apps. Infolgedessen gab Cheetah Mobile an, dass die von Yahoo generierten Einnahmen innerhalb der ersten zwei Wochen täglich um 30 % gestiegen seien.
Im Februar 2016 stellten Cheetah Mobile und Cubot das CheetahPhone, ein auf Android 6.0 Marshmallow basierendes Smartphone, beim MWC Barcelona in Spanien vor.

### Übernahme
Am 2. August 2016 gab Cheetah Mobile die Übernahme des französischen Start-up-Unternehmen News Republic für 57 Millionen US-Dollar bekannt. News Republic ist ein Nachrichtenaggregator.

## Kontroversen
Trotz der Beliebtheit seiner Clean Master Android App wurde 2014 berichtet, dass Anzeigen, die für Clean Master werben, Android-Benutzer mit betrügerischen Taktiken manipulieren, wenn sie auf Websites innerhalb des Werberahmens der App surfen. Im April 2014 verzeichnete Ferenc László Nagy vom Sicherheitssoftware-Unternehmen Sophos einige Pop-up-Anzeigen, die zu Clean Master führten und vor einer Infektion des Geräts mit einem Virus warnten.
Im Juli 2014 forderte Cheetah Mobile die Nutzer auf, Google Chrome zu deinstallieren und während des Aufräum- und Optimierungsprozesses von Clean Master durch den eigenen Browser von Cheetah Mobile zu ersetzen. Diese Praxis ermöglichte es Cheetah Mobile, eine unfaire Position auf dem Markt zu erlangen und führte zu einem harten Vorgehen seitens Googles.
Im Ende 2018 war Cheetah Mobile in ein massives Klickbetrugsschema verwickelt, was Google dazu veranlasste, zwei Apps von Cheetah Mobile aus dem Play Store zu entfernen. Cheetah Mobile hat die Vorwürfe bestritten. Im Februar 2020 verbannt Google fast 600 Apps aus dem Play Store, darunter alle Apps von Cheetah Mobile. „Apps mit irreführender oder störender Werbung sind nicht zulässig. Die Werbeanzeigen dürfen nur innerhalb der jeweiligen App erscheinen. In Ihrer App geschaltete Werbeanzeigen werden als Teil Ihrer App angesehen und müssen daher sämtlichen Richtlinien entsprechen.“ (Googles Werberichtlinien).
Mit Wirkung vom 10. März 2020 wurden alle von Cheetah Mobile erstellten Apps sowie die Benchmarking-Apps von AnTuTu aus dem Google Play Store verbannt.